# Port lotniczy Buochs
Port lotniczy Buochs – szwajcarski wojskowy port lotniczy położony w miejscowości Buochs, w kantonie Nidwalden.